# Josef Kollmer
Josef Kollmer (26 de fevereiro de 1901 - 28 de janeiro de 1948) foi um funcionário da SS durante a era nazista na qual cometeu vários assassinatos em massa em Auschwitz.
Nascido em Händlern, Baviera, Kollmer era um agricultor por profissão. Ele se tornou membro da SS em 1 de janeiro de 1935, depois de ter passado vários anos na força policial alemã. Ele se juntou ao partido nazista em maio de 1937. Em outubro de 1941, foi convocado para Waffen-SS e foi designado para Auschwitz, onde comandou várias companhias de guarda até outubro de 1943. Em seguida, transferiu-se temporariamente para o campo de concentração de Mittelbau-Dora, mas voltou para Auschwitz em maio de 1944. Durante seu tempo em Auschwitz, Kollmer participou do assassinato em massa de varios judeus na câmaras de gás e comandou várias execuções por tiros. Kollmer foi condenado á  morte no julgamento de Auschwitz. Sua sentença foi executada por enforcamento na prisão de Montelupich, Cracóvia. 